# Wilhelm Szilasi
Wilhelm Szilasi, ungarisch Vilmos Szilasi, (* 19. Januar 1889 in Budapest, Österreich-Ungarn; † 1. November 1966 in Freiburg im Breisgau) war ein ungarisch-deutscher Philosoph und Phänomenologe.

## Leben
Wilhelm Szilasi studierte Philosophie und lehrte in der Zeit der Ungarischen Räterepublik 1919 als Honorarprofessor in Budapest. Nach ihrer Niederschlagung floh er nach Deutschland. Hier war er Schüler und Kollege von Edmund Husserl und Martin Heidegger.
1933 emigrierte er auf Grund der nationalsozialistischen Verfolgung in die Schweiz und lebte bis zum Ende seines Lebens in Brissago. Er unterhielt Kontakte sowohl zu ungarischen als auch zu deutschen Intellektuellen und Künstlern. So war er aus Ungarn zum Beispiel mit Mihály Babits, Tibor Déry, Milán Füst und mit Georg Lukács befreundet. In Deutschland stand er mit Wolfgang Schadewaldt, Ludwig Binswanger und mit Karl Löwith in engem Kontakt.
1947 wurde er als Vertreter für den suspendierten Martin Heidegger „Honorarprofessor mit der Wahrnehmung eines Lehrstuhls beauftragt“ an der Universität Freiburg, ab 1956 lehrte er dort als beamteter Extraordinarius. Sein Nachfolger war 1964 Werner Marx. Seit 1955 gehörte Szilasi dem Wissenschaftlichen Beirat der Sachbuchreihe Rowohlts deutsche Enzyklopädie an.
1958 erhielt er den Ehrendoktor der Naturwissenschaftlichen Fakultät der Universität Frankfurt am Main.

## Werk
Seine wissenschaftliche Arbeit wurde maßgeblich von Edmund Husserl und Martin Heidegger beeinflusst. Einen besonderen Schwerpunkt Szilasis bildete das Verhältnis von Philosophie und den Naturwissenschaften. Er hatte engeren Kontakt zur „Münsteraner Schule“ um Joachim Ritter, besonders Hermann Lübbe und Odo Marquard.

## Publikationen (Auswahl)
- Phantasie und Erkenntnis, Francke, Bern 1969.
- Philosophie als strenge Wissenschaft, Klostermann, Frankfurt 1965. (diverse Neuauflagen)
- Philosophie und Naturwissenschaft, Francke, Bern 1961.
- Einführung in die Phänomenologie Edmund Husserls, Niemeyer, Tübingen 1959.
- Macht und Ohnmacht des Geistes – Interpretationen zu Platon, Alber, Freiburg im Breisgau 1946.
- Wissenschaft als Philosophie, Europa Verlag, Zürich 1945.

## Belege
1. ↑  KONRAD ADENAUER –  EIN  CHRIST   DEMOKRAT  UND  EUROPÄISCHER STAATSMANN. Konrad-Adenauer-Stiftung, abgerufen am 19. Januar 2019.

| Personendaten    | Personendaten                                   |
| ---------------- | ----------------------------------------------- |
| NAME             | Szilasi, Wilhelm                                |
| ALTERNATIVNAMEN  | Szilasi, Vilmos (ungarisch)                     |
| KURZBESCHREIBUNG | deutsch-ungarischer Philosoph und Phänomenologe |
| GEBURTSDATUM     | 19. Januar 1889                                 |
| GEBURTSORT       | Budapest, Ungarn                                |
| STERBEDATUM      | 1. November 1966                                |
| STERBEORT        | Freiburg im Breisgau                            |